# TSR, Inc.
TSR, Inc. was een uitgever van spellen, vooral bekend van het rollenspel Dungeons & Dragons.

## Geschiedenis
Het bedrijf werd origineel opgericht als Tactical Studies Rules in 1973 door Gary Gygax en Don Kaye (en later anderen) om de spelregels voor Dungeons & Dragons uit te geven. Toen Don Kaye in 1975 stierf aan een hartaanval, vormden Brian Blume en Gary Gygax, de overgebleven eigenaars, een nieuw bedrijf, TSR Hobbies, Inc. Het originele bedrijf ging over in het nieuwe, en Tactical Studies Rules werd opgeheven. In 1983 liet men het woord "Hobbies" vallen uit de naam en werd het alleen TSR, Inc.
Het bedrijf was de marktleider in het genre van moderne rollenspellen, en het belangrijkste product, Dungeons and Dragons, stond model voor deze nieuwe markt. Belangrijker was dat het al snel uitgroeide tot een rage in Amerika, zodat binnen een paar jaar zowel scholieren, studenten en volwassenen dit type spel speelden.
De spellen van TSR bleken erg populair en winstgevend te zijn. Op haar piek maakte TSR een miljoen dollar winst en werkten er 400 mensen bij het bedrijf. Maar dit succes zorgde ook voor TSR's ondergang. Gygax vertrok naar Hollywood in een mislukte poging een Dungeons & Dragons-film gemaakt te krijgen; Brian en Kevin Blume hadden de leiding over het bedrijf, maar werden beschuldigd van het misbruik van bedrijfsgelden en het veroorzaken van schulden door zich te richten op vreemde, van Dungeons & Dragons afgeleide producten zoals sets om vloerkleedjes mee te maken. Binnen een jaar had het bedrijf een half miljoen dollar schuld en werd 75% van de werknemers ontslagen. Sommigen van hen richtten een nieuw bedrijf op, Pacesetter Games, terwijl anderen naar andere spellenuitgevers gingen, zoals Mayfair Games en de videospellendivisie van Coleco.
Lorraine Williams werd aangenomen om de broers Blume te vervangen en het bedrijf weer op de rails te krijgen; ze kocht de 49% van de TSR-aandelen die de Blume-broers in handen hadden. De overige 51% bleef in het begin eigendom van Gygax, maar toen z'n vrouw van hem wilde scheiden kreeg ze de helft hiervan en verkocht dat gelijk aan Williams. Gygax verkocht later z'n overgebleven aandelen ook aan haar en gebruikte het geld om New Infinity Productions te beginnen. Ondanks haar minachting voor de spellenmarkt was Williams een goed financieel planner die het potentieel van TSR zag om omgevormd te worden tot een winstgevend bedrijf.
Onder Williams versterkte TSR haar positie op andere markten, zoals tijdschriften, romans en stripboeken. De Dragonlance-serie van Margaret Weis en Tracy Hickman waren de eerste verhalen voor een spel die op de Best Sellers lijsten terechtkwam.
Ironisch genoeg was TSR blind voor het nieuwe concept van verzamelkaartspellen. Terwijl TSR kampte met slecht lopende spellen zoals Buck Rogers (dat door Williams hevig gepromoot werd), had het nieuwe bedrijfje Wizards of the Coast een nieuw en uiterst winstgevend spel in handen met Magic: The Gathering. TSR-personeel deed dit af als "Crack the Addiction" en het spel werd amper toegelaten op TSR's jaarlijkse spellenbeurs, GenCon, waar onderlinge kaartverkoop tussen spelers in het begin zelfs verboden werd.
Wizards of the Coast, nu erg kapitaalkrachtig, wilde z'n beperkte aanbod uitbreiden en kon Williams een goede winstmarge bieden op haar investering. In 1997 kocht Wizards of the Coast dan ook TSR en de rechten op TSR's producten, inclusief Dungeons & Dragons en de daarbij behorende spelwerelden. Veel van TSR's afdelingen, zoals de organisatie van GenCon of de tijdschriftendivisie, werden verkocht aan andere bedrijven. Korte tijd later werd een deel van de TSR-werknemers overgeplaatst naar de kantoren van Wizards of the Coast en hield TSR op te bestaan als een afzonderlijk bedrijf. De naam TSR bleef nog een aantal jaar in gebruik als merknaam, maar is daarna ook verdwenen. De handelsmerken van TSR zijn ook afgelopen. In 1999 werd Wizards of the Coast zelf gekocht door Hasbro, Inc.

## Producten
TSR's hoofdproducten waren rollenspellen, met Dungeons & Dragons als meest succesvolle. Daarnaast gaf men ook andere spellen uit, zoals kaartspellen, bordspellen en dobbelsteenspellen, en werden ook tijdschriften en boeken uitgegeven.

### Rollenspellen
- Alternity
- Amazing Engine
- Boot Hill (1975)
- Buck Rogers XXVC
- Conan the Barbarian
- DragonLance: Fifth Age (Saga System)
- Dungeons & Dragons (1974)
- Empire of the Petal Throne (1975)
- Gamma World (1978)
- Gangbusters (1982)
- Indiana Jones
- Marvel Super Heroes
- Marvel Super Heroes Adventure Game (Saga System)
- Metamorphosis Alpha (1976)
- Star Frontiers (1982)
- Top Secret (1980) and Top Secret/S.I.

### Wargames
- Cavaliers and Roundheads (1973)
- Chainmail (1975)
- Classic Warfare (1975)
- Divine Right (1979)
- Don't Give Up The Ship! (1975)
- Fight In The Skies (1975)
- Sniper! (1986)
- Star Probe (1975)
- Terrible Swift Sword (1986)
- Tractics (1975)
- Tricolor (1975)
- Warriors of Mars (1974)

### Andere spellen
- 4th Dimension (board game)
- Dragon Dice verzamelbaar dobbelsteenspel
- Dungeon! (1975)
- Endless Quest gamebooks
- Spellfire collectible card game

### Tijdschriften
- Amazing Stories
- Dragon
- Dungeon Adventures

### Fictie
In 1984 begon TSR met het uitgeven van romans gebaseerd op de uitgegeven spellen. De meeste werelden voor D&D hadden hun eigen serie romans, waarvan de Dragonlance en Forgotten Realms boeken het meeste succes hadden, met tientallen boeken elk.

## Kritiek
Nadat het eerste succes minder werd greep TSR vaak naar juridische middelen om haar intellectueel eigendom te beschermen. Daarnaast waren er verschillende rechtszaken binnenin het bedrijf over wie wat uitgevonden had, en over hoe royalty's verdeeld moesten worden. Dit bereikte z'n dieptepunt toen TSR dreigde individuele mensen voor het gerecht te dagen omdat ze spelregels op het internet gezet hadden (onder de Amerikaans auteursrecht vallen regels en richtlijnen niet onder copyright en mogen dus vrij verspreid worden). In het midden van de jaren 90 leidde dit tot veelvuldig gebruik van de bijnaam "T$R" in discussiegroepen op het internet, omdat TSR de indruk gaf dat het z'n eigen klanten aanviel. De grote overlap in producten voor de eigen spellen hielpen ook niet: veel van de verschillende spellijnen verschilden op het eerste gezicht alleen in details (zelfs de klassieke drie-eenheid Greyhawk, Forgotten Realms en Dragonlance had hier last van).
Daarbij kwam dat TSR's bedrijfscultuur probeerde de werknemers ervan te overtuigen dat TSR zelf de enige plaats was waar ze aan de bak zouden kunnen komen. Als antwoord hierop vormden verschillende ex-werknemers een losse organisatie die ze "CTHULHU" noemden (Confederation of TSR Hirelings Undaunted by Leaving the Hideous Uglyheads).

## Trivia
TSR was het onderwerp van een broodjeaapverhaal, volgens welk men geprobeerd had een handelsmerk te verkrijgen op het woord "nazi". Dit was gebaseerd op een uitbreiding voor het Indiana Jones rollenspel waarin de tekst "NAZI(tm)" voorkwam. Dit was het gevolg van, en in overeenstemming met, een lijst met namen van personages zoals die door Lucasfilms juridische afdeling was verstrekt. Latere verwijzingen naar de fout lieten de oorsprong ervan weg, waardoor het veranderde in een verhaal over hoe TSR probeerde zo'n handelsmerk te verkrijgen.
Marvel Comics heeft ook ooit een lijst met Marvel-personages uitgegeven waarin de term "NAZI(tm)" voorkwam.